# Denkmal Johann Ludwig Christ

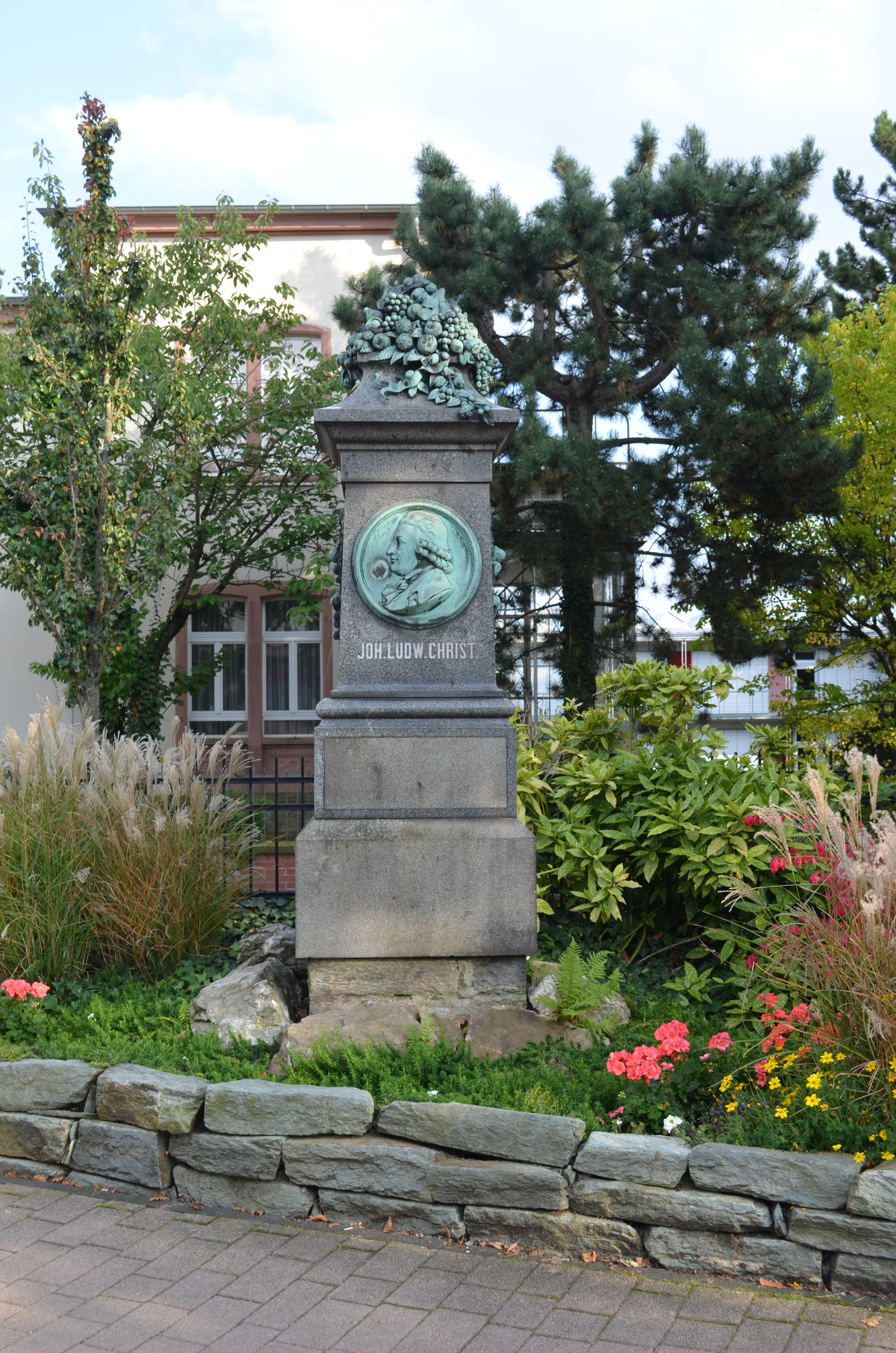
Denkmal Johann Ludwig Christ

Das Denkmal Johann Ludwig Christ in Kronberg im Taunus ehrt den „Obstpfarrer“ Johann Ludwig Christ und steht unter Denkmalschutz.

## Geschichte
Nachdem einige Ansätze, den 1813 verstorbenen Pfarrer mit einem Denkmal zu ehren, gescheitert waren, war 1885 eine Initiative des Kronberger Obst- und Gartenbauvereins erfolgreich. Für das Denkmal hatte sich ein überkonfessioneller Bürgerausschuss gebildet und gemeinsam mit dem Obst- und Gartenbauverein Spenden für das Denkmal des bekannten Pomologen gesammelt. Am 22. November 1885 erfolgte die feierliche Einweihung. Mehr als 400 Gäste nahmen an der Eröffnung (trotz des strömenden Regens) teil und feierten anschließend im neu erbauten Schützenhof. Die Beteiligung der katholischen Bevölkerung an der Denkmalserrichtung für einen protestantischen Pfarrer wurde in der Presse besonders hervorgehoben (für die konfessionellen Konflikte in der Stadt siehe Streitkirche).

## Das Denkmal
Das Denkmal befindet sich in der Katharinenstraße und damit in der Nähe der katholischen Kirche. Es besteht aus einer mehrfach gegliederten steinernen Säule, die von einer Bronzeskulptur gekrönt wird. Diese zeigt ein Stillleben aus verschiedenen Obstsorten und verweist auf das Werk von Pfarrer Christ. Die der Straße zugewandte Seite trägt ein rundes Medaillon aus Bronze, die das Porträt des Geehrten zeigt. Das Porträt wurde nach zeitgenössischen Vorlagen erstellt. Christ blickt nach links in Richtung der Obsthaine Kronbergs. Die Seiten des Denkmals sind ebenfalls mit Bronzen geschmückt, die florale Muster aufweisen.